# Tân Thành (Bình Dương)
Tân Thành is een xã in huyện Tân Uyên, een district in de Vietnamese provincie Bình Dương.
Tân Thành ligt centraal in het district.